# Günter Haritz
Günter Haritz (Heidelberg, 16 de outubro de 1948) é um ex-ciclista de estrada e pista alemão da Alemanha Ocidental que ganhou a medalha de ouro na prova de perseguição por equipes (4 000 m) nos Jogos Olímpicos de 1972, em Munique, ao lado de  Günther Schumacher, Jürgen Colombo e Udo Hempel. Em 1973, juntamente com Peter Vonhof, Hans Lutz e Günther Schumacher, Haritz ganhou o título mundial amador na perseguição por equipes. Posteriormente, foi um ciclista profissional de 1973 a 1982, vencendo o campeonato nacional de estrada em 1974.